# Lophocolea lepervanchei
Lophocolea lepervanchei là một loài Rêu trong họ Lophocoleaceae. Loài này được Stephani mô tả khoa học đầu tiên năm 1906.